# Jennifer Knapp
Pour les articles homonymes, voir Knapp.
Jennifer Knapp, née le 12 avril 1974 à Chanute au Kansas, est une auteure-compositrice-interprète et musicienne de Folk rock et de rock chrétien américano-australienne.

## Biographie
Durant son adolescence, elle a joué de la trompette classique. En 1992, elle a étudié à l'Université d'État de Pittsburg. Après avoir fréquenté des amis chrétiens, elle est devenue chrétienne,.
Elle a commencé à écrire sa propre musique chrétienne contemporaine et à se produire en concert. Elle a commencé à vendre ses deux albums indépendants lors de concerts. Son deuxième album, Wishing Well, a retenu l'attention de TobyMac, qui l'a invité à signer pour son label Gotee Records. Elle est partie en tournée avant d'avoir terminé ses études.

### Carrière musicale
Elle sort son premier album Kansas en 1998 qui s’est vendu à plus de 500 000 exemplaires, devenant certifié disque d'or par la RIAA.

## Vie personnelle
En 2010, elle a annoncé se considérer gay et être dans une relation avec femme depuis 2002 ,,,,. En 2014, elle a lancé Inside Out Faith, une organisation qui visite les églises et les universités pour parler d’orientation sexuelle et de foi chrétienne .
En 2015, Knapp a donné une conférence TED Talk à l'Université du Nevada sur les chrétiens LGBTQ ,.
En raison de son désir d'approfondir ses connaissances sur la foi chrétienne, elle est retournée aux études à l'Université Vanderbilt de Nashville dans le Tennessee et a obtenu un master en théologie en 2018 .

## Discographie
Albums
- 1994 : Circle Back
- 1996 : Wishing Well
- 1998 : Kansas (en)
- 2000 : Lay It Down (en)
- 2001 : The Way I Am (en)
- 2010 : Letting Go (en)
- 2012 : The Hymns of Christmas (avec Margaret Becker (en))
- 2014 : Set Me Free (en)

EPs
- 2010 : Evolving EP

Live albums
- 2006 : Jennifer Knapp Live

Compilations
- 2003 : The Collection
- 2004 : 8 Great Hits

Singles
- 1997 : "Undo Me"
- 1998 : "Romans"
- 1999 : "A Little More"
- 2001 : "Breathe on Me"

## Récompenses
| Prix          | Année | Intitulé                                       | Catégorie                                     | Résultat   |
| ------------- | ----- | ---------------------------------------------- | --------------------------------------------- | ---------- |
| Dove Award    | 1999  | Elle-même                                      | Nouvel artiste de l'année                     | Lauréat    |
| Dove Award    | 1999  | "Undo Me" from Kansas                          | Chanson rock enregistrée de l'année           | Lauréat    |
| Dove Award    | 2003  | City on a Hill: Sing Alleluia                  | Album événement spécial de l'année            | Lauréat    |
| Dove Award    | 2004  | "Believe" from The Art of Translation by GRITS | Chanson enregistrée de rap/hip-hop de l'année | Lauréat    |
| Grammy Awards | 2000  | Lay It Down                                    | Meilleur album de rock gospel                 | Nomination |
| Grammy Awards | 2002  | The Way I Am                                   | Meilleur album de rock gospel                 | Nomination |